# Stichopogon candidus
Stichopogon candidus är en tvåvingeart som beskrevs av Becker 1902. Stichopogon candidus ingår i släktet Stichopogon och familjen rovflugor. Inga underarter finns listade i Catalogue of Life.